# Click (canção)
"Click" é uma canção da cantora britânica Charli XCX, com a cantora alemã Kim Petras e o rapper estoniano Tommy Cash do álbum de estúdio Charli (2019).

## Composição
A música apresenta o uso pesado do Auto-Tune, criando um som que Vulture descreveu como um "mindfuck". O verso de Petras foi descrito por Paper como "possivelmente os 60 segundos mais bombásticos de sua discografia até hoje". Seu verso é "um dos clímaxes mais empolgantes de todo o disco, amortecido por uma questão de silêncio e despedaçado por uma amostra de bateria alucinante".
Os 30 segundos finais da música contêm "ruídos estridentes distorcidos, pegando os ouvintes de surpresa" e ganharam comentários de vários críticos. Paper chamou de "desconfortável e restritivo, além de quase doloroso, se o volume aumentar alto o suficiente". De acordo com o The Ticker, "Este som abrasivo em 'Click' não é raro para Charli XCX ou PC Music, mas os versos malcriados de Kim Petras e da cantora inglesa conduzem a produção piercing com uma quantidade igual de soco que faz ele se destaca, mesmo em um disco tão sonoramente focado como Charli".

## Recepção crítica
Stereogum chamou a música de "o tipo de faixa que apenas Charli poderia tocar, boba e séria ao mesmo tempo, fazendo os 30 segundos antes de você chegar a uma festa que soa como o fim do mundo".

## Remix de No Boys
Em 11 de outubro de 2019, um remix oficial intitulado "Click (No Boys Remix)" foi lançado. O remix mantém o verso de Petras do original, mas substitui Tommy Cash pela cantora americana Slayyyter.

### Antecedentes
Charli começou a tocar o remix em sua conta do Twitter em 11 de outubro de 2019. Foi lançado no mesmo dia, mas devido a problemas técnicos, não estava disponível em nenhum lugar fora do Reino Unido. Foi lançado mundialmente em 14 de outubro.

### Recepção crítica
Paper disse sobre o verso de Slayyyter: "Sua contribuição aprimora a poderosa presença feminina da faixa, tornando-a um hino oficial do poder feminino".